# Tully Falls nationalpark
Tully Falls nationalpark är en nationalpark i Australien. Den ligger i delstaten Queensland, i den nordöstra delen av landet, 2 000 km norr om huvudstaden Canberra.